# Ne bis in idem

Ne bis in idem, de asemenea și Non bis in idem, este o locuțiune din limba latină ce se traduce literalmente ca nu pot fi doi în același. 
Expresia reprezintă un principiu de drept, precădere folosit în dreptul penal, reprezentând incapacitatea unei singure cauze de a fi judecată din două puncte de vedere diferite. 
De asemenea, principiul este folosit și pentru a împiedica judecarea aceleiași fapte ale unei persoane de a fi judecată pentru două infracțiuni diferite, în special din două legi diferite.